# Le Forum en folie (comédie musicale)
Pour les articles homonymes, voir Le Forum en folie.
Le Forum en folie (A Funny Thing Happened on the Way to the Forum) est une comédie musicale américaine créée à Broadway en 1962.

## Argument
Voir l'article consacré à l'adaptation au cinéma.

## Fiche technique
- Titre français : Le Forum en folie
- Titre original : A Funny Thing Happened on the Way to the Forum
- Livret : Burt Shevelove et Larry Gelbart, d'après les pièces Pseudolus, Miles Gloriosus et Mostellaria de Plaute
- Musique et lyrics : Stephen Sondheim
- Mise en scène : George Abbott et (non crédité) Jerome Robbins
- Chorégraphie : Jack Cole et (non crédité) Jerome Robbins
- Direction musicale : Harold Hastings
- Orchestrations : Irwin Kostal et Sid Ramin
- Musique de danse additionnelle : Betty Walberg
- Décors et costumes : Tony Walton
- Lumières : Jean Rosenthal
- Producteur : Harold Prince
- Nombre de représentations : 964
- Date de la première : 8 mai 1962
- Date de la dernière : 29 août 1964
- Lieux : Alvin Theatre (de la première au 7 mars 1964), puis Mark Hellinger Theatre (du 9 mars 1964 au 9 mai 1964), enfin Majestic Theatre (du 11 mai 1964 à la dernière), Broadway

## Distribution originale

### Rôles principaux

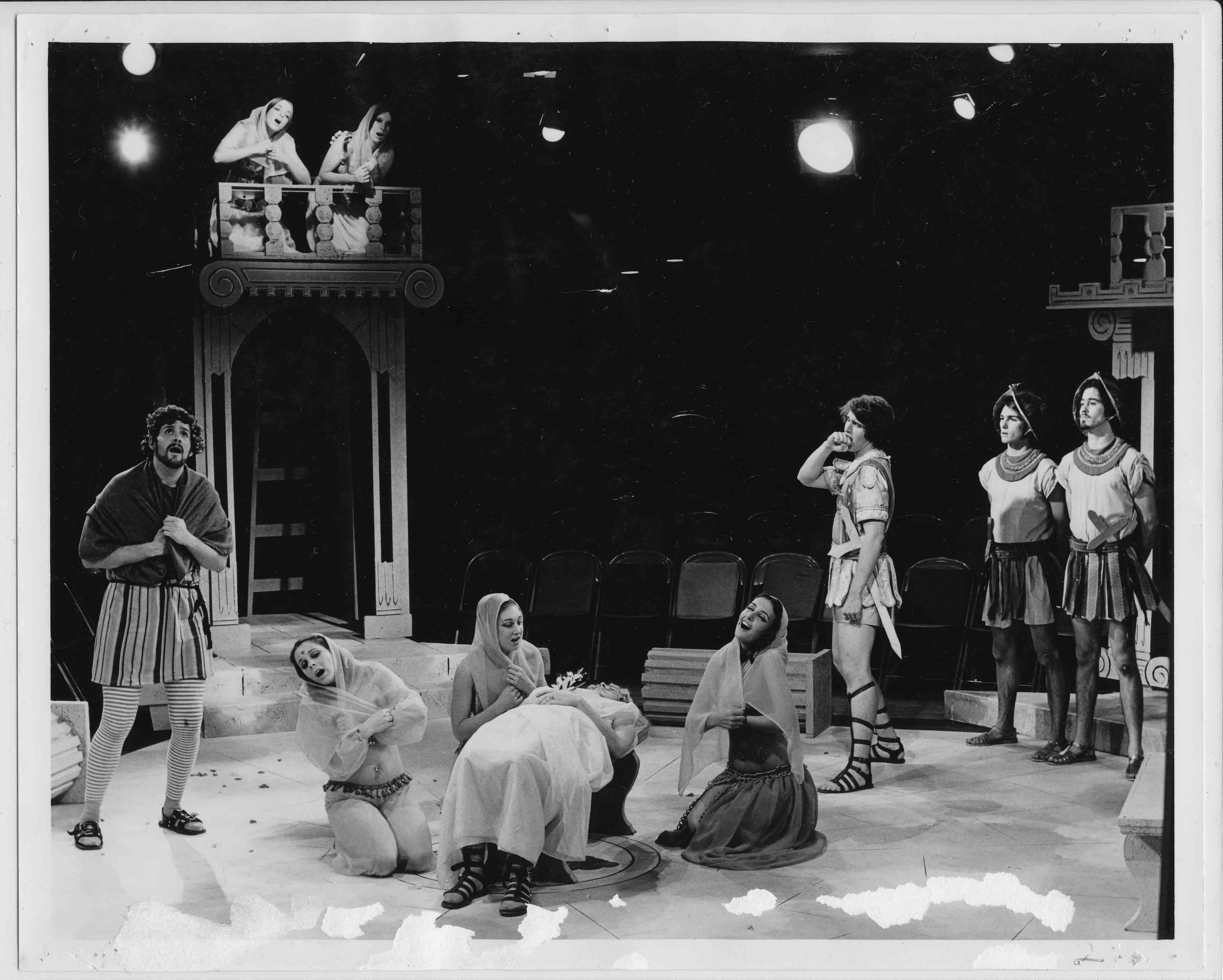
Scène de A Funny Thing Happened on the Way to the Forum.

- Zero Mostel : Prologus / Pseudolus
- David Burns :  Senex
- John Carradine[1] :  Lycus
- Brian Davies :  Hero
- Jack Gilford :  Hysterium
- Ron Holgate :  Miles Gloriosus
- Ruth Kobart :  Domina
- Preshy Marker :  Philia
- Raymond Walburn :  Erronius

### Reste de la distribution
- Judy Alexander :  Geminae  (une courtisane ; jumelle I)
- Lucienne Bridou :  Panacea
- David Evans :  Un protéen  (I)
- Lisa James :  Geminae  (une courtisane ; jumelle II)
- Roberta Keith :  Tintinabula
- Gloria Kristy :  Gymnasia  (une courtisane)
- Eddie Phillips :  Un protéen  (II)
- George Reeder :  Un protéen  (III)
- Myrna White :  Vibrata  (une courtisane)

### Remplacements
Parmi les acteurs ayant effectué des remplacements en cours de production :
- Erik Rhodes :  Lycus  (en 1963)

## Numéros musicaux
| - Comedy Tonight (Prologus, protéens, ensemble) - Love, I Hear (Hero) - Free (Pseudolus, Hero) - The House of Marcus Lycus (Lycus, Pseudolus, courtisanes) - Lovely (Philia, Hero) - Pretty Little Picture (Pseudolus, Hero, Philia) - Everybody Ought to Have a Maid (Senex, Pseudolus, Hysterium, Lycus) - I'm Calm (Hysterium) - Impossible (Senex, Hero) - Bring Me My Bride (Miles Gloriosus, Pseudolus, courtisanes, protéens) | - That Dirty Old Man (Domina) - That'll Show Him (Philia) - Lovely (reprise : Pseudolus, Hysterium) - Funeral Sequence and Dance (Miles Gloriosus, Pseudolus, courtisanes, protéens) - Comedy Tonight - Finale (reprise : ensemble) |

## Reprises (sélection)
- À Broadway :
  - 1972 : Au Lunt-Fontanne Theatre, avec Phil Silvers (Pseudolus), Larry Blyden (Hysterium), 156 représentations ;
  - 1996-1998 : Au St. James Theatre, avec Nathan Lane (Pseudolus), 715 représentations.
- En Angleterre :
  - 1963-1965 : Au Strand Theatre (actuel Novello Theatre) de Londres, avec Frankie Howerd (Pseudolus) ;
  - 1986 : Au Piccadilly Theatre de Londres et au Chichester Festival Theatre (en), avec Frankie Howerd (Pseudolus), Patrick Cargill (Senex).

## Adaptation au cinéma
- 1966 : Le Forum en folie (A Funny Thing Happened on the Way to the Forum) de Richard Lester, avec Zero Mostel (Pseudolus), Phil Silvers (Lycus), Buster Keaton (Erronius).

## Récompenses
- 1963 : six Tony Awards gagnés lors de la 17e cérémonie :
  - Tony Award for Best Musical ;
  - Tony Award for Best Performance by a Leading Actor in a Musical pour Zero Mostel ;
  - Tony Award for Best Performance by a Featured Actor in a Musical pour David Burns ;
  - Tony Award for Best Direction of a Musical pour George Abbott ;
  - Tony Award for Producer - Musical pour Harold Prince ;
  - Tony Award for Best Author - Musical pour Burt Shevelove et Larry Gelbart.
- 1972 : deux Tony Awards gagnés lors de la 26e cérémonie :
  - Tony Award for Best Performance by a Leading Actor in a Musical pour Phil Silvers ;
  - Tony Award for Best Performance by a Featured Actor in a Musical pour Larry Blyden.
- 1996 : Tony Award for Best Performance by a Leading Actor in a Musical décerné à Nathan Lane lors de la 50e cérémonie.
- 1996 : « Drama Desk Award de l'acteur le plus marquant d'une comédie musicale » (« Drama Desk Award for Outstanding Actor of a Musical ») décerné à Nathan Lane lors de la 42e cérémonie.